# Gauche sociale et radicale
Pour les articles homonymes, voir GSR.
 (janvier 2023).
Si vous disposez d'ouvrages ou d'articles de référence ou si vous connaissez des sites web de qualité traitant du thème abordé ici, merci de compléter l'article en donnant les références utiles à sa vérifiabilité et en les liant à la section « Notes et références ».

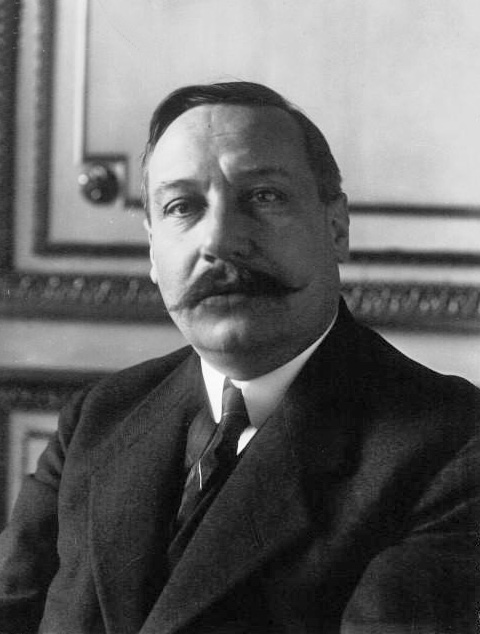
Henry Franklin-Bouillon en 1917.

La Gauche sociale et radicale est un ancien groupe parlementaire centriste français créé en 1928 à la Chambre des députés par Henri Franklin Bouillon.

## Fondation
Créé par l'ancien radical-socialiste Henri Franklin Bouillon, les Comités radicaux unionistes qui ont pris le contrôle de la fédération radicale  Seine-et-Oise forment un "parti" présent au niveau national en 1928.
Ce groupe parlementaire, fort de 17 membres, regroupe des anciens membres (non élus) de l'aile droite du Parti radical-socialiste et des radicaux indépendants qui refusent un nouveau Cartel des gauches et en appellent à l'Union nationale autour de Raymond Poincaré. 
Il se nomme d'abord groupe de la Gauche unioniste et sociale, avant de prendre le nom de Gauche sociale et radicale en 1929.

## Positions politiques
Opposé au Pacte Briand-Kellogg, à la politique de détente internationale, au désarmement. Il est pour une politique de fermeté contre l'Allemagne de Weimar, héritier de la doxa "L'Allemagne doit payer".
Mais les membres du groupe sont aussi circonspect sur les alliés de la France, surtout le Royaume-Uni qu'ils accusaient d'avoir joué contre les finances du pays lors de l'épisode de la chute du franc.
Ils préconisent une Union Nationale, excluant aussi bien les communistes que les socialistes, mais avec toute la droite.
Ce discours patriotard leur vaut d'être qualifiés de nationalistes par André Siegfried.
Eux-mêmes préfèrent le qualificatif d'"unionistes". 

## Membres
| Député                   | Département       | XIIIe législature | XIIIe législature                             | XIVe législature | XIVe législature           | XVe législature | XVe législature      |
| ------------------------ | ----------------- | ----------------- | --------------------------------------------- | ---------------- | -------------------------- | --------------- | -------------------- |
| Victor Augagneur         | Rhône             |                   | Non-élu                                       |                  | Gauche sociale et radicale |                 | Décédé en 1931       |
| Georges Boucheron        | Seine             |                   | Non-élu                                       |                  | Gauche sociale et radicale |                 | Gauche radicale      |
| Edmond Boyer             | Maine-et-Loire    |                   | Républicains de gauche                        |                  | Gauche sociale et radicale |                 | Battu                |
| Fernand Brun             | Cantal            |                   | Non élu                                       |                  | Gauche sociale et radicale |                 | ne se représente pas |
| Louis Buyat              | Isère             |                   | Non-élu                                       |                  | Gauche sociale et radicale |                 | Battu                |
| Pierre Cathala           | Seine-et-Oise     |                   | Non-élu                                       |                  | Gauche sociale et radicale |                 | Gauche radicale      |
| Clément Cazaud           | Dordogne          |                   | Non-élu                                       |                  | Gauche sociale et radicale |                 | Battu                |
| Charles Delesalle        | Pas-de-Calais     |                   | Gauche radicale                               |                  | Gauche sociale et radicale |                 | Gauche radicale      |
| Louis Dien               | Indre-et-Loire    |                   | Non-élu                                       |                  | Gauche sociale et radicale |                 | Battu                |
| Henri Franklin Bouillon  | Seine-et-Oise     |                   | Radical et radical-socialiste                 |                  | Gauche sociale et radicale |                 | Non inscrits         |
| Jean Goy                 | Seine             |                   | Non inscrit                                   |                  | Gauche sociale et radicale |                 | Gauche radicale      |
| Vincent Jacoulot         | Saône-et-Loire    |                   | Non élu                                       |                  | Gauche sociale et radicale |                 | Décédé en 1931       |
| Albert Meunier           | Ardennes          |                   | Gauche radicale                               |                  | Gauche sociale et radicale |                 | Élu sénateur en 1930 |
| Émile Morinaud           | Algérie française |                   | Républicain socialiste et socialiste français |                  | Gauche sociale et radicale |                 | Gauche radicale      |
| Louis Poute de Puybaudet | Haute-Vienne      |                   | Non élu                                       |                  | Gauche sociale et radicale |                 | Décédé en 1928       |
| Étienne Riché            | Ardennes          |                   | Non élu                                       |                  | Gauche sociale et radicale |                 | Gauche radicale      |
| Constant Verlot          | Vosges            |                   | Gauche radicale                               |                  | Gauche sociale et radicale |                 | Centre républicain   |

## Disparition
Le groupe n'est pas reconduit en 1932.
Cette mouvance se retrouvera au sein du groupe de la Gauche radicale, qui devient en 1936 le groupe de la Gauche démocratique et radicale indépendante afin de signifier son rapprochement avec l'Alliance démocratique.

## Citation
« La Gauche sociale et radicale, autour de M. Franklin-Bouillon, groupe surtout d'anciens radicaux-socialistes qui, par sentiment de l'union nationale, ont préféré le poincarisme au cartel et qui évoluent dans une atmosphère vaguement teintée de nationalisme. Le radicalisme a de tout temps contenu ce genre de tempéraments, mais a presque toujours fini par les éliminer. Leur place est-elle bien au centre ? Ils s'y sont en tout cas réfugiés sans en partager pleinement l'esprit et du reste ils ne rentreraient pas aisément dans le radicalisme des purs, qui ne leur pardonne pas leur dissidence. »

— André Siegfried, Tableau des partis en France.

## Autres groupes parlementaires radicaux indépendants
- L'Union républicaine radicale et radicale-socialiste, issue de la Fédération des gauches (1914-1919)
- L'Union démocratique et radicale, constitué au Sénat en 1923.
- Les Indépendants de gauche, qui regroupent entre 1928 et 1936 des députés radicaux indépendants ou membres de l'Alliance démocratique.